# Seoritsu Farra
Seoritsu Farra est une formation géologique à la surface de la planète Vénus située à l'est d'Alpha Regio, par 30° S et 11° E.

## Géographie et géologie
Il s'agit d'un groupe de sept « dômes en crêpe » — pancake domes en anglais — s'étendant sur 230 km, d'une hauteur ne dépassant pas 750 m et d'un diamètre compris entre 22,5 et 25,3 km. Quatre autres dômes, dits modifiés, d'une quinzaine de kilomètres de diamètre prolongent Seoritsu Farra vers l'ouest, sans doute à l'origine des « galettes » identiques aux précédentes mais sensiblement altérées par divers processus géologiques.
La datation relative de cette région entre les différentes structures géologiques qui la composent, qu'il s'agisse des grabens, des « galettes », des dômes modifiés, des plaines volcaniques et des tesserae d'Alpha Regio, permet de déduire que Seoritsu Farra est probablement une formation ancienne, paradoxalement antérieure aux quatre dômes modifiés. Ces derniers résulteraient de la déformation de dômes initialement aussi bien formés que ceux de Seoritsu, déformation qui précéderait le volcanisme à l'origine des plaines environnantes, à la surface peu réfléchissante au radar.
L'UAI n'a répertorié que neuf formations de type farrum sur Vénus (il en existe cependant davantage, qui n'ont pas reçu de nom), sans équivalent connu sur aucune autre planète du système solaire. Elles seraient d'origine volcanique, la forme en galette résultant d'un épanchement de lave visqueuse riche en silice se répandant circulairement autour de la bouche volcanique avant de se solidifier.
L'autre grand groupe de farra est Carmenta Farra, au centre d'Eistla Regio, constitué de trois « galettes » dont deux sont deux fois plus larges que celles de Seoritsu.